# حباك مخطط الجناحين
الحباك مخطط الجناحين أو الحباك الأنغولي (الاسم العلمي: Ploceus angolensis) نوع من الطيور الصغيرة من فصيلة الحباك، متوطن في أنغولا، جمهورية الكونغو الديمقراطية وزامبيا.